# Гожкув (Бохенський повіт)
Гожкув (пол. Gorzków) — село в Польщі, у гміні Бохня Бохенського повіту Малопольського воєводства.
Населення — 486 осіб (2011).
У 1975-1998 роках село належало до Тарновського воєводства.

## Демографія
Демографічна структура станом на 31 березня 2011 року:
|          | Загалом | Допрацездатний вік | Працездатний вік | Постпрацездатний вік |
| -------- | ------- | ------------------ | ---------------- | -------------------- |
| Чоловіки | 243     | 62                 | 156              | 25                   |
| Жінки    | 243     | 53                 | 139              | 51                   |
| Разом    | 486     | 115                | 295              | 76                   |